# NGC 3938
NGC 3938 (również PGC 37229 lub UGC 6856) – galaktyka spiralna (Sc), znajdująca się w gwiazdozbiorze Wielkiej Niedźwiedzicy. Została odkryta 6 lutego 1788 roku przez Williama Herschela.

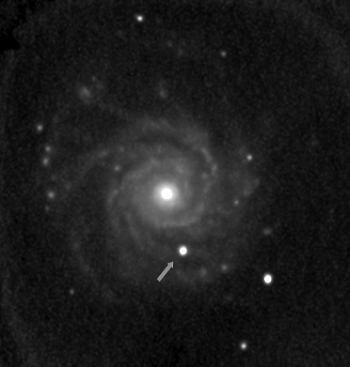
Galaktyka NGC 3938 z supernową SN 2005ay

Do tej pory w galaktyce zaobserwowano trzy supernowe: SN 1961U, SN 1964L i SN 2005ay.